# Nytången
Nytången är en sjö i Gnesta kommun i Södermanland och ingår i Trosaåns huvudavrinningsområde. Sjön är 7,8 meter djup, har en yta på 0,0701 kvadratkilometer och befinner sig 35,5 meter över havet.

## Delavrinningsområde
Nytången ingår i det delavrinningsområde (655214-158597) som SMHI kallar för Utloppet av Klämmingen. Medelhöjden är 29 meter över havet och ytan är 45,7 kvadratkilometer. Räknas de 36 avrinningsområdena uppströms in blir den ackumulerade arean 202,77 kvadratkilometer. Avrinningsområdets utflöde Trosaån (Sättraån) mynnar i havet. Avrinningsområdet består mestadels av skog (45 procent) och jordbruk (23 procent). Avrinningsområdet har 10,24 kvadratkilometer vattenytor vilket ger det en sjöprocent på 22,4 procent. Bebyggelsen i området täcker en yta av 0,55 kvadratkilometer eller 1 procent av avrinningsområdet.